# Замок Лоу Рок

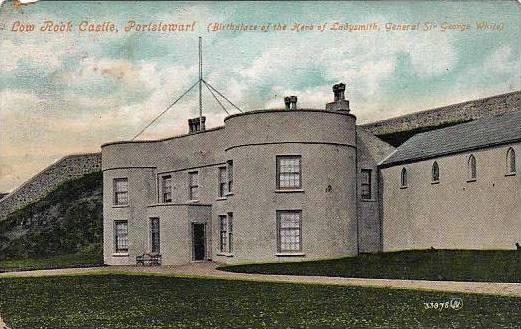
Замок Лоу Рок у 1906 році.

Замок Лоу Рок (англ. Low Rock Castle) — замок Низької Скелі — один із замків Ірландії, стояв колись в графстві Деррі, Північна Ірландія. Замок стояв в місті Портстюарт. Замок вважався пам'яткою історії та архітектури. Замок був повністю зруйнований в 2001 році.
Замок був збудований у 1820 році. Замок спочатку мав зубчасті стіни. Будувався як особняк у старовинному стилі. У 1835 році у цьому замку народився фельдмаршал Великої Британії сер Джордж Вайт, що командував гарнізоном під час облоги Ледісміт під час Другої англо-бурської війни.
Місто Портстюарт було засноване в 1792 році Джоном Кромі, що назвав його на честь своєї матері, що була з клану Стюарт Балліліс. Лейтенант Стюарт отримав договір оренди цієї землі від графа Антрім в 1734 році. До цього на цьому місці було ірландське рибальське селище Бінне Вайне (ірл. — Binne Uaine) — назва пов'язана з сусіднім островом. Назва Бінне Вайне досі використовується як ірландська назва цього селища, хоча існує ще ірландська назва Стьобійрд (ірл. Stíobhaird). Археологічні розкопки показали, що поселення тут існувало ще з часів неоліту. Завдяки діяльності Джона Кромі Портстюарт став модним курортом.